# Neofinetia
Neofinetia är ett släkte av orkidéer. Neofinetia ingår i familjen orkidéer.
Kladogram enligt Catalogue of Life:
| Neofinetia | \| \| Neofinetia falcata \| \| \| \| \| \| Neofinetia richardsiana \| \| \| \| \| \| Neofinetia xichangensis \| \| \| \| |
|            | \| \| Neofinetia falcata \| \| \| \| \| \| Neofinetia richardsiana \| \| \| \| \| \| Neofinetia xichangensis \| \| \| \| |
|            | Neofinetia falcata |
|            | |
|            | Neofinetia richardsiana                                                                                                  |
|            | |
|            | Neofinetia xichangensis                                                                                                  |
|            | |

## Bildgalleri

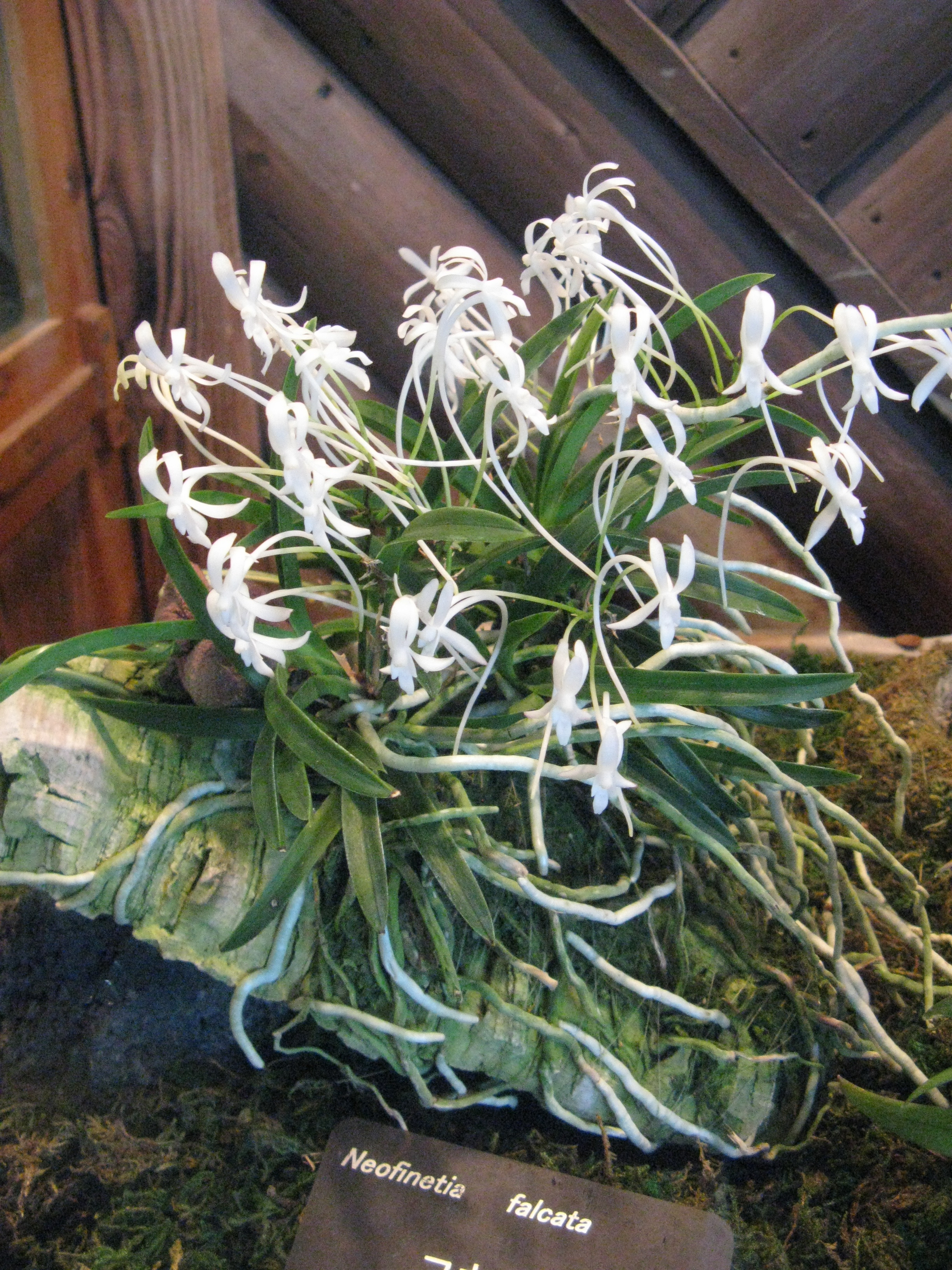